# Edmund de Lacy, 2. Earl of Lincoln
Edmund de Lacy, de facto 2. Earl of Lincoln (nach anderer Zählung auch 4. Earl of Lincoln; * um 1230; † 2. Juni 1258) war ein englischer Adliger.
Er war der älteste Sohn von John de Lacy und von Margaret de Quincy. Sein Vater wurde 1232 zum Earl of Lincoln erhoben, nach seinem Tod 1240 heiratete seine Mutter in zweiter Ehe 1242 Walter Marshal, 5. Earl of Pembroke. Edmund wuchs am Hof von König Heinrich III. auf, wo er von Richard, dem späteren Bischof von Chichester, erzogen wurde und zusammen mit dem Thronfolger Eduard und dessen jüngeren Bruder Edmund aufwuchs. Seine Ländereien kamen unter die Verwaltung von Erzbischof Walter de Gray von York. Bereits im Mai 1248 wurde Edmund für volljährig erklärt und erhielt die umfangreichen Besitzungen seines Vaters, die vor allem in den nördlichen Midlands und in Nordengland lagen. Er erbte jedoch nicht den Titel Earl of Lincoln, da seine Mutter aus eigenem Recht Countess of Lincoln war und erst 1266 starb. Vor 1255 erhielt Edmund jedoch ein Drittel der Steuereinkünfte von Lincolnshire, womit er de facto Earl of Lincoln wurde. 1247 heiratete er Adelasia, eine Tochter des Markgrafen Manfred III. von Saluzzo, einen italienischen Verwandten der englischen Königin Eleonore, mit der seine Mutter befreundet war. Die Hochzeit fand zeitgleich mit der von Adelasias jüngerer Schwester Agnes mit John de Vescy, Lord of Alnwick statt. Edmund de Lacy starb jedoch bereits im Alter von ungefähr 28 Jahren. Zuvor hatte er jedoch noch die Heirat seines minderjährigen Sohns und Erben Henry mit Margaret Longespée, der ältesten Enkelin und Miterbin von William Longespée of Salisbury arrangiert. Er wurde wie sein Vater und Großvater in Stanlaw Abbey in Lincolnshire beigesetzt.
Seine Witwe, die mehrere nordenglische Güter als Wittum erhalten hatte, heiratete nicht erneut, sie starb 1311.

## Nachkommen
Mit seiner Frau hatte er mindestens zwei Kinder: 
- Margaret de Lacy
- Henry de Lacy, 3. Earl of Lincoln (1249–1311)